# Guanyin du monastère de Tsz Shan
Guanyin du monastère de Tsz Shan est une statue de 76 mètres de haut de la boddhisatva Guanyin debout qui se trouve à Hong Kong en Chine. La construction de la statue a été fini en 2012.  Elle repose sur une base de 4 mètres de haut, conduisant à une hauteur totale de 80 mètres du monument. Elle est en 2019 la seizième plus grande statue au monde.

## Galerie

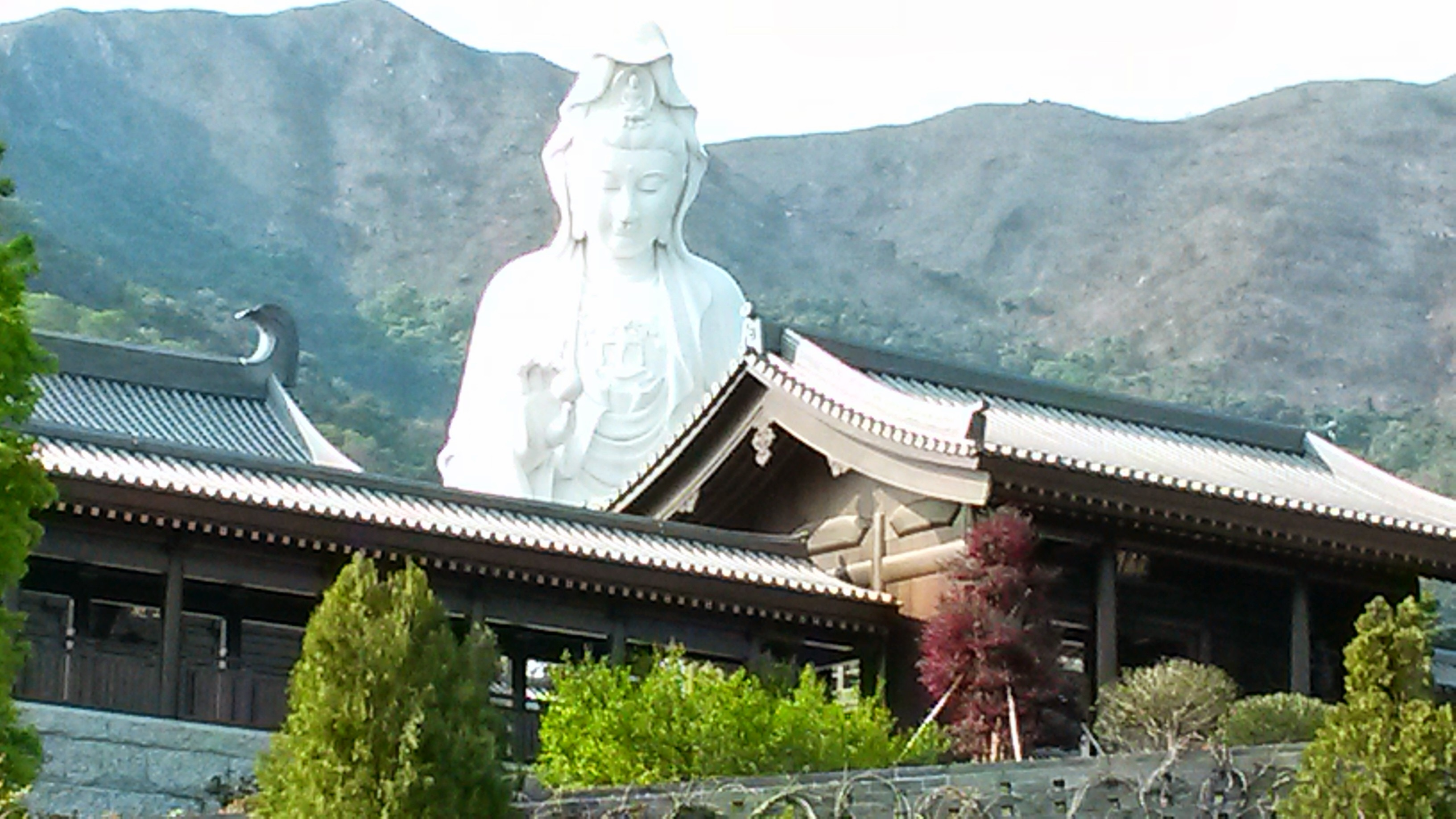
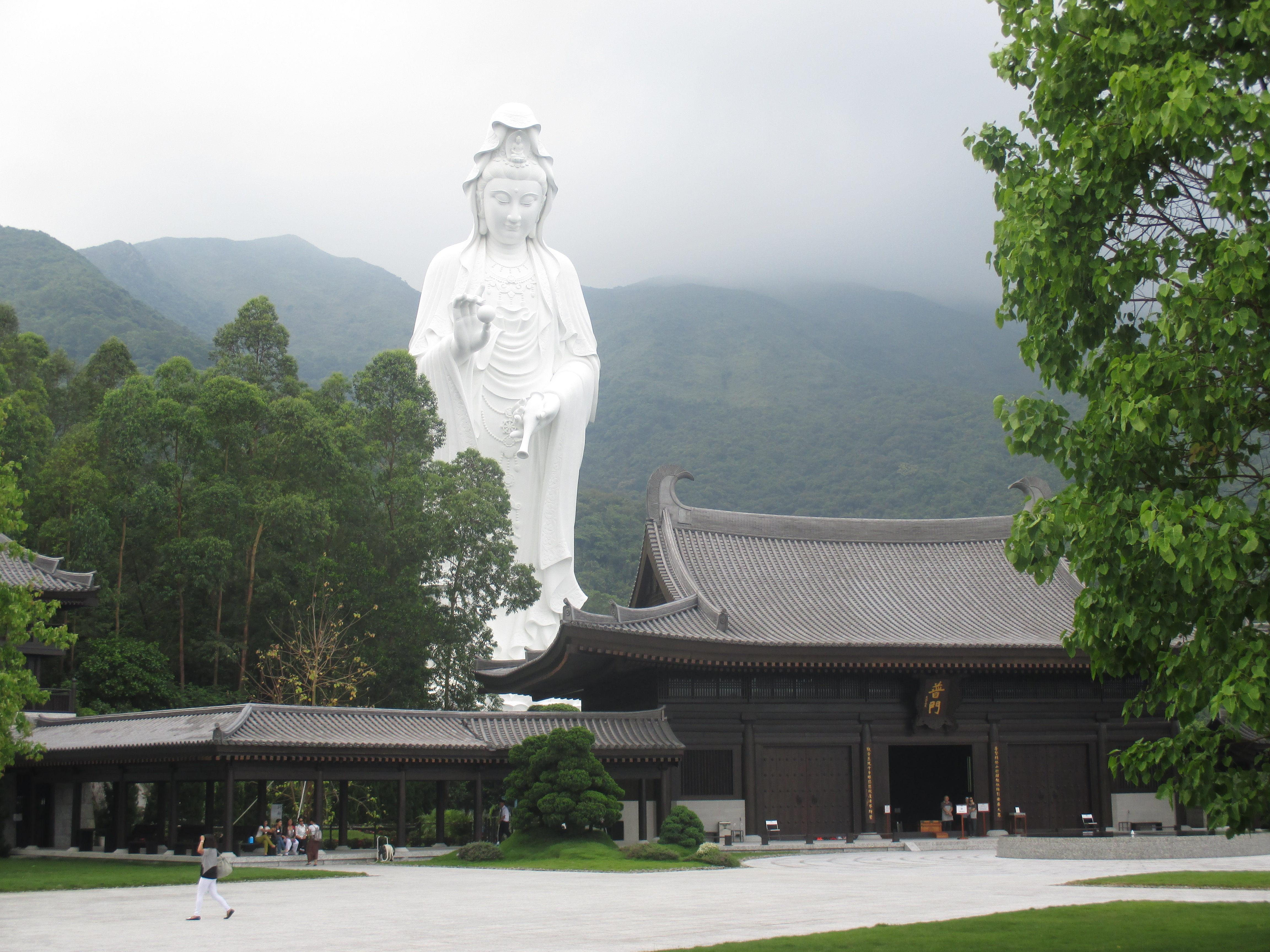
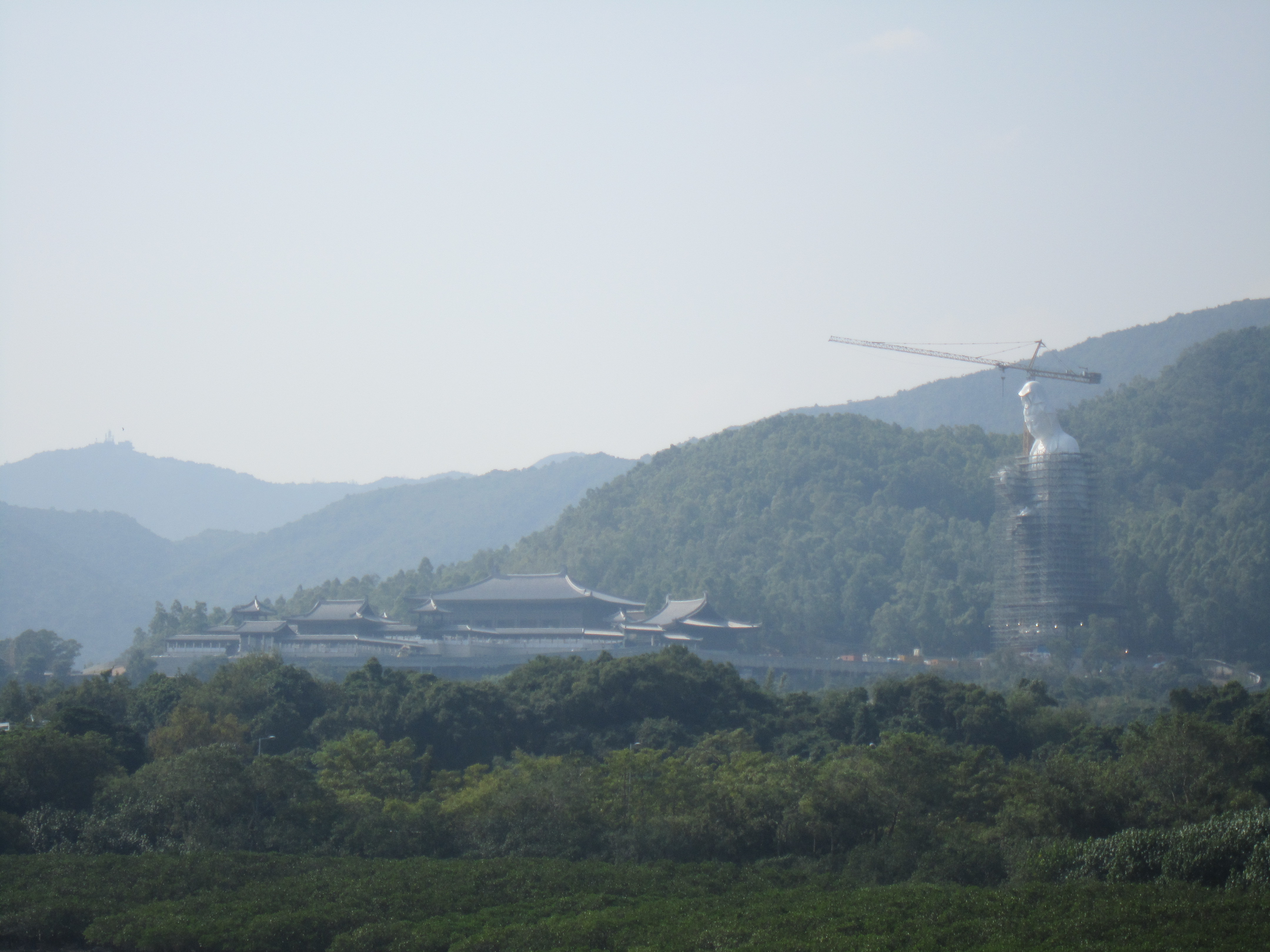